# Programa de compras de emergencia frente a la pandemia
El programa de compras de emergencia frente a la pandemia (PEPP, por sus siglas en inglés) fue un programa temporal del Banco Central Europeo de compra de títulos del sector público y privado, iniciado en marzo de 2020, con el fin de contrarrestar los efectos adversos en la economía de la zona del euro y en concreto en los mecanismos de transmisión de la política monetaria provocados por la expansión del coronavirus, COVID-19.
El programa de compras de emergencia tuvo su fin en marzo de 2022, según decisión del Banco Central Europeo (BCE) adoptada en la reunión de diciembre de 2021.

## Mecanismo de actuación
La perturbación económica que trajo la pandemia del Covid-19 provocó un endurecimiento de las condiciones financieras en el área del euro, en el que los mercados financieros anticiparon caídas de la actividad económica y un ascenso del endeudamiento público y privado derivado de los anuncios gubernamentales de planes fiscales para contener la pandemia. El ascenso de los tipos podía amplificar la caída de la demanda agregada y de la inflación.
Mediante el programa de compras, los precios de los títulos suben y los tipos de interés de mercado descendieron. Esto contribuyó a que el flujo de créditos se mantuviera y de esta forma también el gasto y la inversión a pesar de la crisis provocada por la pandemia.